# Graham Cooley
Graham Cooley PhD (nacido en 1964) es un empresario británico e inversor, conocido por sus aportaciones al almacenamiento de energía y las tecnologías del hidrógeno. A lo largo de una carrera de más de 35 años al servicio del como líder de notables empresas británicas, Cooley sigue desempeñando un papel importante en el avance de las tecnologías energéticas sostenibles. el avance de las tecnologías energéticas sostenibles.

## Primeros años y educación
Graham Cooley nació en Slough, Inglaterra en 1964 a Mike Cooley, ingeniero, escritor y dirigente sindical, y Shirley Cooley, profesor de física.  Estudió Física en el Instituto de Ciencia y Tecnología de la Universidad de Gales. (hoy Universidad de Cardiff), donde se licenció con honores en 1985. Se doctoró en Física de Materiales en la Universidad de Brunel en 1989, donde actualmente es profesor honorario. Posteriormente, Cooley cursó un MBA en la Universidad de Bradford. Posteriormente, Cooley cursó un MBA en la Universidad de Bradford.
y un Diploma en Gestión de la Innovación por la Universidad de Oxford.

## Carrera profesional
Cooley comenzó su carrera profesional en el Laboratorio Central de Investigaciones Eléctricas (CERL) en Leatherhead en 1989,  trabajando como Director de I+D. Tras la privatización de la Central Electricity Generating Board (CEGB) en 1990, se incorporó a National Power PLC, donde contribuyó al desarrollo de la tecnología de almacenamiento de energía Regenesys.  Más tarde fue Director de Desarrollo Comercial en National Power e International Power PLC.
Más tarde fue Director de Desarrollo Comercial en National Power e International Power PLC. Durante su dirección, Antenova consiguió 9,4 millones de libras en capital riesgo. financiación de capital y amplió su oferta de productos de comunicación inalámbrica antes de ser adquirida por DiscoverIE en 2021.
Posteriormente, Cooley se convirtió en Consejero Delegado de Metalysis en 2003, una empresa derivada de la Universidad de Cambridge. De 2007 a 2009, Cooley dirigió “'Sensortec”', “'Universal Sensors”' y “'Cawood PLC”', centrada en el diagnóstico industrial y las tecnologías de biosensores.
En 2009, Cooley fue nombrado Consejero Delegado de ITM Power PLC, fabricante de electrolizadores para la producción ecológica de hidrógeno. Cooley fue miembro del Consejo Asesor sobre Hidrógeno del Gobierno británico y presidió el Comité ESG de RenewableUK.